# 拉德拉牧場 (加利福尼亞州)
拉德拉牧場（英語：Ladera Ranch）是位於美國加利福尼亞州橘縣的一個人口普查指定地區。

## 地理
拉德拉牧場的座標為33°32′48″N 117°38′25″W / 33.54667°N 117.64028°W，而該地最高點為海拔高度123米（即404英尺）。

## 人口
根據2010年美國人口普查的數據，拉德拉牧場的面積為12.703平方千米，均為陸地。當地共有人口22980人，而人口密度為每平方千米1,809人。